# Euthyone muricolor
Euthyone muricolor là một loài bướm đêm thuộc phân họ Arctiinae, họ Erebidae.